# Telefonía en Colombia
La telefonía en Colombia se caracteriza por contar con telefonía fija y telefonía celular, siendo esta última la que más avances ha representado en términos de usuarios.

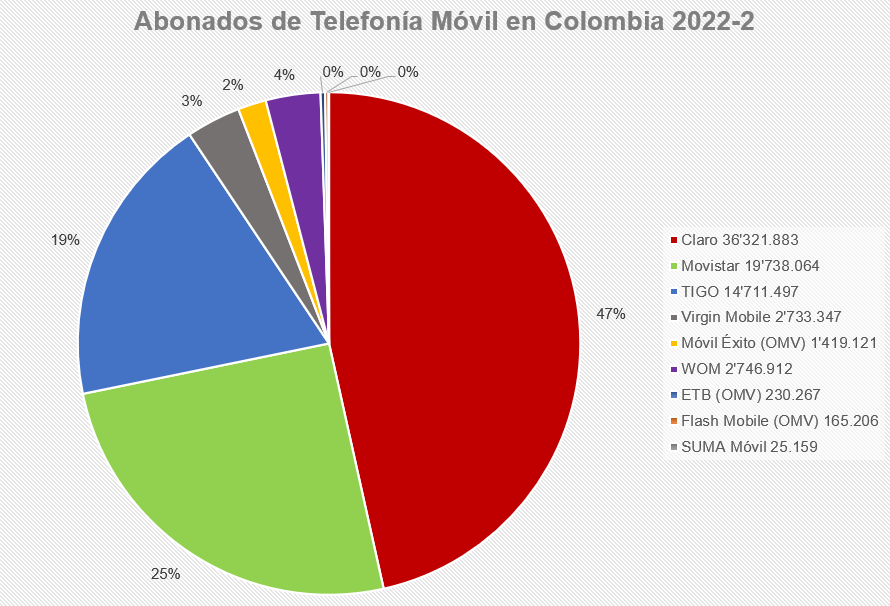
Cifras en telefonía móvil en Colombia, datos MinTIC 2022-2

## Telefonía fija
Al cierre del segundo trimestre de 2018, el número de líneas en servicio de Telefonía Pública Básica Conmutada alcanzó un total de 6.985.213 líneas, con una penetración del 14% y distribuida de la siguiente manera: en el estrato 1 (508.532 – 7,3%), estrato 2 (2’129.552 – 30,5%), estrato 3 (1’788.279 – 25,6%), estrato 4 (751.177 – 10,8%), estrato 5 (240.524 – 3,4%), estrato 6 (174.163 – 2,5%), corporativo (1’352.436 – 19,4%), otros segmentos (40.550 – 0,6%).

## Telefonía móvil
Para el término del segundo semestre de 2022, el número de abonados en el servicio de telefonía móvil en Colombia alcanzó un total de 77'879.779 y un índice de penetración de 150,90%; correspondiendo la participación de abonados en servicio de telefonía móvil en Categoría Prepago de 75,71%, frente a 26,29% de la Categoría Pospago.

### Estadísticas telefonía móvil
| Operador                           | Logo | Matriz                                         | Abonados             | Mercado                                | Estándar                            | Bandas | Servicio                                                                              |
| ---------------------------------- | ---- | ---------------------------------------------- | -------------------- | -------------------------------------- | ----------------------------------- | --- | ------------------------------------------------------------------------------------- |
| Claro                              |      | América Móvil                                  | 40.952.782 (2024-12) | 44,47% (2024-12)                       | UMTS/HSDPA/HSPA+/4GLTE/4GLTE+/5GNSA | Banda 5: 850, Banda 2: 1900 (55) MHz (Servicios 3G) Banda 7: 2600 (40)MHz,Banda 28:(20)MHz (Servicios 4G) Banda n78:3,5GHz (80)MHz (Servicios 5G) En zonas sin cobertura, Roaming Nacional Tigo y Movistar Colombia, en voz 3G y 4G. | Datos, mensajería y voz                                                               |
| Movistar                           |      | Telefónica                                     | 20.772.360 (2024-12) | 22,98% (2024-12)                       | UMTS/HSDPA/HSPA+/4GLTE/4GLTE+/5GNSA | Banda 5: 850, Banda 2: 1900 (55) MHz (Servicios 3G) Banda 4: AWS (30) MHz (Servicios 4G) Banda n78:3,5GHz (80)MHz (Servicios 5G) En zonas sin cobertura, Roaming Nacional Tigo y Claro Colombia, en voz 3G y 4G.                     | Datos, mensajería y voz                                                               |
| Tigo                               |      | Millicom/Grupo EPM                             | 16.699.949 (2024-12) | 18,13% (2024-12)                       | HSDPA/HSPA+/4GLTE/4GLTE+/5GNSA      | Banda 2: 1900 (55) MHz (servicios 3G) Banda 4: AWS (15) MHz,Banda 28 (40) MHz (servicios 4G)Banda n78:3,5GHz (80)MHz (Servicios 5G) En zonas sin cobertura, Roaming Nacional Movistar y Claro Colombia, en voz 3G y 4G.              | Datos, mensajería y voz                                                               |
| WOM                                |      | Novator Partners                               | 7.887.852 (2024-12)  | 8,56% (2024-12)                        | HSDPA/HSPA+/4GLTE/4GLTE+/5GNSA      | Banda 4: AWS (30) MHz (Servicios 4G) Banda n78:3,5GHz (80)MHz (Proximamente Servicios 5G) (Servicios en redes 3G Roaming Tigo, Claro y Movistar)                                                                                     | Datos, mensajería y voz                                                               |
| Virgin Mobile (OMV)                |      | Virgin Group/Grupo Valorem                     | 3.130.166 (2024-12)  | 3,39% (2024-12)                        | UMTS/HSDPA/HSPA+/4GLTE/4GLTE+       | (Roaming Movistar Colombia) | Datos, mensajería y voz                                                               |
| Móvil Éxito (OMV)                  |      | Grupo Éxito                                    | 2.155.453 (2024-12)  | 2,34% (2024-12)                        | HSDPA/HSPA+/4GLTE/4GLTE+            | (Roaming Tigo Colombia) | Datos, mensajería y voz                                                               |
| ETB                                |      | Empresa de Telecomunicaciones de Bogotá        | 248.664 (2024-12)    | 0,27% (2024-12)                        | HSDPA/HSPA+/4GLTE/4GLTE+            | Banda 4: AWS (15) MHz (Servicios 4G) (Servicios en redes 3G Roaming TIGO Colombia) En zonas sin cobertura, Roaming Nacional Movistar, Tigo y Claro Colombia, en voz 3G y 4G.                                                         | Datos, mensajería y voz                                                               |
| DirecTV Net                        |      | Grupo Werthein                                 | 210 176 (2020-II))   | Cifras no constituyen abonados moviles | 4GLTE/ 5G                           | Banda 38: 2600 (70) MHz (Servicios 4G)(Servicios 5G Kennedy, Bogotá) | Solo ofrece Internet sobre LTE y 5G, bajo modelo de Internet Residencial              |
| Flash Mobile (liquidada [2025-06]) |      | ACN Opportunity, LLC                           | 165.206 (2022-2)     | 0,22% (2022-2)                         | HSDPA/HSPA+/4GLTE/4GLTE+            | (Roaming TIGO Colombia) | Datos, mensajería y voz                                                               |
| SUMA Móvil Colombia(OMV)           |      | Grupo Ingenium                                 | 49.546 (2024-12)     | 0,05% (2024-12)                        | HSDPA/HSPA+/4GLTE/4GLTE+            | (Roaming TIGO Colombia) | Datos, mensajería y voz                                                               |
| iYO Movil (OMV)                    |      | iYO Group SAS servicio prestado por Suma Movil | 6.122 (2023-1)       | Datos en estudio.                      | HSDPA/HSPA+/4GLTE/4GLTE+            | (Roaming TIGO Colombia) | Datos, mensajería y voz. Distribución voz a voz con modelo de Incentivos por referir. |
| Kalley Movil (OMV)                 |      | Kalley                                         | Datos en estudio.    | Datos en estudio.                      | HSDPA/HSPA+/4GLTE/4GLTE+            | (Roaming TIGO Colombia) | Datos, mensajería y voz. Distribución voz a voz con modelo de Incentivos por referir. |
| LOV Telecomunicaciones (OMV)       |      | LOV Telecomunicaciones SAS                     | 38.424 (2024-12)     | 0.04% (2024-12)                        | HSDPA/HSPA+/4GLTE/4GLTE+            | (Roaming TIGO Colombia) | Datos, mensajería y voz. Distribución voz a voz con modelo de Incentivos por referir. |
| CELLVOZ Colombia (OMV)             |      | Cellvoz Colombia servicios integrales SA ESP   | 1.725 (2022-4T)      | 0.00%                                  | HSDPA/HSPA+/4GLTE/4GLTE+            | (Roaming TIGO Colombia) | Datos, mensajería y voz. Distribución voz a voz con modelo de Incentivos por referir. |
| SWIFT Móvil (OMV)                  |      | Plintron Colombia S.A.S.                       |                      |                                        | HSDPA/HSPA+/4GLTE/4GLTE+            | (Roaming TIGO Colombia) | Datos, mensajería y voz                                                               |

## Historia
Hasta los años 1990 la telefonía estaba a cargo completamente del estado a través de diversas empresas municipales y de la empresa nacional Telecom.
En 1993 empiezan a operar las redes de telefonía celular a través de seis empresas divididas en tres zonas de cobertura. Zona centro, Zona occidental operada por Occel y Cocelco y Zona Atlántica. En cada una funcionaba una empresa privada y una mixta (capital privado y público, con la participación de las empresas de telefonía fija). Pronto estas empresas empezaron a fusionarse con el ingreso de capital privado para llegar a solo dos empresas de cobertura nacional: Claro antes Comcel (controlada por América Móvil) y Telefónica (con su marca Movistar; anteriormente BellSouth).
La liberalización de las telecomunicaciones permitió, también, que algunas empresas locales como la Empresa de Teléfonos de Bogotá (ETB) y Empresas Públicas de Medellín (EPM) pudieran prestar servicios de larga distancia nacional e internacional a través de sus marcas 007 Mundo y Orbitel, así como Telecom y EPM entraron a ofrecer el servicio de telefonía local en la ciudad de Bogotá (bajo los nombres de Capitel y EPM Bogotá, respectivamente).
En 2002 el número de abonados celulares sobrepasó al de telefonía fija instaladas hasta ese entonces.
En 2003, los problemas financieros de la Empresa Colombiana de Telecomunicaciones (Telecom), agravados por la competencia de ETB y Orbitel, la telefonía celular e internet, además de su carga pensional, llevaron al gobierno a cerrar la empresa y crear una nueva: Colombia Telecomunicaciones (que continúa usando "Telecom" como marca). Recientemente Colombia Telecomunicaciones llegó a un acuerdo con Telefónica para capitalizarse.
A finales de 2003 surgió Colombia Móvil (más conocida por su marca Ola), operador de telefonía PCS, propiedad de ETB y EPM. Tiempo después (en 2006) la mitad más una de sus acciones fueron vendidas a Millicom International Cellular, S.A. cambiando su marca a "Tigo". En 2006, exactamente el 1 de diciembre, OLA cambia su nombre a TIGO, como resultado de la compra del 50%+1 de las acciones por parte de Millicom International de Luxemburgo, que hasta el momento era propiedad de ETB y EPM (que en ese mismo año crearía su filial de telecomunicaciones UNE como parte de su estrategia competitiva frente a otras empresas).
En 2006 Colombia Telecomunicaciones es adquirida por Telefónica como socio mayoritario, quien desde ese entonces empieza a usar la marca "Telefónica Telecom".
En 2008 llega a Colombia el servicio de 3G, siendo Comcel, Tigo y Movistar en su respectivo orden, en tener esta tecnología.
Entre 2009 y 2010, Colombia cuenta con tres Operadores Móviles virtuales (OMV), siendo UNE el primero, ETB el segundo y UFF móvil el tercero; todos trabajando con Roaming bajo la red de TIGO.
En 2011 TIGO lanza la tecnología HSPA+ con velocidad tope de bajada de 4 Mbps, seguido por Comcel que ofreció la misma velocidad. En 2011, se alcanzaron las 47,8 millones de líneas activas, llegando a una cobertura del 103%.
En 2012, UNE lanza su red 4G LTE gracias a una subasta de espectro ganada en 2010, y llega con soporte de hasta 12 Mbps en su primera fase en las ciudades de Bogotá y Medellín, extendiéndose actualmente a seis ciudades.
En ese año, Telefónica telecom y Movistar, se fusionan en Movistar empaquetando así sus ofertas fijas y móviles. Posteriormente las empresas Comcel y Telmex se fusionan bajo la marca Claro, pero sin poder fusionar sus servicios fijos y móviles por el monopolio que mantiene la empresa en TV por suscripción y telefonía móvil. En octubre de ese mismo año Movistar móviles lanza formalmente su red HSPA+.
En 2013, más exactamente en febrero y mayo, respectivamente, llegan dos nuevos OMV al mercado, Virgin Mobile y Móvil Éxito, respectivamente, el primero operando en la red de Movistar y el segundo operando en la de TIGO.
También a finales del mes de junio se hizo subasta de espectro electromagnético en las bandas AWS y 2500 MHz para prestar el servicio de 4G LTE, licitación que fue ganada por las empresas DirecTV, Claro, Avantel, Consorcio ETB-Tigo y Movistar.
El 2 de diciembre de 2013, Movistar y TIGO, prenden sus redes 4G LTE en las ciudades de Bogotá, Medellín, Barranquilla, Bucaramanga y Cali, esta última solo cubierta por Movistar; con velocidades promedio de 40 Mbps de bajada para Tigo y 20 Mbps de bajada para Movistar.
En 2014, el 13 de febrero Claro lanza su servicio 4G LTE en la ciudad de Bogotá con velocidad de promedio de 30 Mbps de bajada.
El 14 de agosto, se cierra la fusión entre las empresas TIGO propiedad de Millicom con 50%+1 acción, EPM con el 25% y ETB con otro 25%; con la empresa UNE propiedad de EPM, y al mismo tiempo la empresa ETB vende su participación accionaria en TIGO a EPM. La nueva empresa conformada aglomera a TIGO y UNE, sin que se haya definido la unificación de la marca o no, con una participación igual de Millicom y EPM; sin embargo, dicha nueva empresa se vio obligada a ceder o alquilar el espectro sobrante, sobre el límite de 85 MHz.
El 19 de agosto de ese mismo año, se lanza oficialmente el servicio 4G de la empresa Avantel Colombia, siendo esta la quinta red LTE de Colombia en ser desplegada, cubriendo inicialmente 20 municipios y/o ciudades de Colombia.
También el 17 de septiembre, se lanza oficialmente el servicio 4G de la empresa DirecTV Colombia, bajo la marca DirecTV Net, siendo la sexta empresa con red LTE de Colombia, inicialmente cubriendo 13 ciudades de Colombia, sin embargo, sus operaciones de preventa de su nuevo servicio empezaron aproximadamente 2 meses atrás a su anuncio oficial.
El 7 de octubre, se lanza la red 4G LTE de la ETB en 41 municipios y/o ciudades de Colombia, lo que la convierte en la séptima empresa con red LTE en Colombia.
El 1 de enero de 2016, se lanza la red 4G LTE de HV Móvil en 41 municipios y/o ciudades de Colombia, convirtiéndose en la octava empresa con red LTE en Colombia. [cita requerida]
En 2018 trajo consigo la desaparición de la operadora móvil OMV Uff! Móvil, que por insolvencia económica se ve obligada a retirarse del mercado y por ende todos sus usuarios debieron hacer la portabilidad a otros operadores.
El 1 de agosto de 2018 inicia operaciones la mexicana Flash Mobile bajo el modelo de Network Marketing, se estrena como operador móvil virtual OMV bajo la red de Tigo, y se convierte así en el noveno operador de telefonía móvil y el tercer operador virtual OMV.
En 2019 la fusión de Tigo-UNE pasa a funcionar con bajo la única marca de Tigo, empaquetando los servicios móviles y fijos en una misma plataforma.
Desde 2020 empiezan a funcionar los Operadores móviles virtuales OMV Unicorn mobile,  Kalley Mobile e iYO Movil, estos  bajo la red de TIGO. Lo que los convierten en el cuarto, quinto y sexto operador móvil virtual OMV.
El 6 de noviembre de 2020, se hizo el lanzamiento de la marca WOM, de propiedad de Novator partners, en medio de una gran polémica, ya que los demás operadores aseguran que se hizo el lanzamiento en medio de un fraude.
El 10 de octubre de 2022 en Colombia se lanza iYO Movil como OMV,  Esta iniciativa comenzó su implementación en 2020 y se ha destacado por su enfoque innovador en el marketing y la adquisición de usuarios mediante recomendación voz a voz. Una de las características distintivas de iYO Móvil es su sistema de incentivos basado en referidos. Los usuarios que refieren a otras personas a unirse a la plataforma reciben beneficios y recompensas. Esto ha generado un impulso significativo en la expansión de su base de clientes.Además de su enfoque en el marketing de referencia, iYO Móvil ofrece servicios de telefonía móvil y datos a través de su infraestructura virtual. Los usuarios pueden acceder a planes de datos, llamadas y mensajes de texto, y disfrutar de la conectividad en la red móvil. El objetivo principal de iYO Móvil es brindar una experiencia de telefonía móvil asequible y de calidad a sus usuarios, al tiempo que fomenta la participación de la comunidad en su crecimiento. Al premiar a los usuarios que refieren a otros, iYO Móvil busca crear una red sólida y confiable de clientes satisfechos. Desde su lanzamiento, iYO Móvil ha estado expandiendo gradualmente su presencia en el mercado colombiano y ha ganado reconocimiento por su enfoque novedoso en el sector de las telecomunicaciones. Su estrategia basada en incentivos por referidos ha demostrado ser exitosa para aumentar la base de usuarios y generar una mayor participación de la comunidad en su crecimiento.
El 1 de noviembre de 2022,Tigo se convierte en el primer operador en Latinoamérica que apaga su red de 2G para conectar más colombianos a su red 4G